# 문지훈 (성악가)
문지훈(Moon Jihoon, 1990년 8월 13일 ~ )는 대한민국의 팝페라 가수이자 소프라노 음역대를 소화하는 소프라니스트로 알려진 한국의 팝페라 카운터테너이다.문지훈은 차세대 크로스오버 팝페라가수로, 2015년 '대한민국의 힘, 희망을 주는 인물'로 선정돼 언론과 클래식계의 주목을 받고 있다.또한 2015년 KTV '천상의 소리' 천상의 목소리 주인공에 선정됐으며, KBS '나는 대한민국' 김연아합창단 단원으로 활동했다. 그의 형은
 뮤지컬 배우 문지수다.

## 생애 및 주요 경력
2013년 첫 독창회를 마치고 년 200여회 이상 재능기부 공연을 한 문지훈은 KBS N 우리가 응원한다! 청춘하라!에서 황수경 아나운서를 울려 주목 받았다.
 KBS1 광복 70주년 기념 다큐멘터리 나는 대한민국 김연아 합창단 단원으로 발탁되어 월드컵 경기장에서 가수 이승철과 함께 노래를 부르게 되었다
 이후 KBS1 사랑의 가족 KBS1 아침마당에 출연하여 시각장애인으로 밝히지 못했던 삶을 많은 사람들에게 알리기 시작하였다. 2016년 SBS 예능 스타킹에 인천 키높이로 출연하여 파리넬리를 능가하는 고음과 목소리라는 찬사를 받았다

파리넬리에서 사용된 음역대와 동일한 소프라노 목소리를 내는 문지훈은 EXID 하니와 시청하던 많은 국민들을 감동시키며 화제를 일으켰다.
 많은 사람들에게 희망을 전해준 그는 대한적십자사 서울지사 홍보대사로 위촉받아 활동하고 있다.

### 예능
- 2015년 KBSN 《우리가 응원한다! 청춘하라!》 - 우승
- 2016년 JTBC 《팬텀싱어》 - 최종예선(프로듀서 오디션) 탈락
- 2016년 SBS 《스타킹》 - 인천 키높이

### 다큐 및 교양
- 2015년 KBS1 《아침마당》 - 우승
- 2015년 KBS1 《사랑의가족》
- 2015년 KBS1 《나는대한민국》
- 2015년 CBS 《새롭게하소서》

## 그 외 활동
뮤직비디오 MV
- 2015년 간미연 《파파라치》- 경호원 역
- 2015년 허각 《hello》- 깡패 역
- 2015년 허각 《죽고 싶단 말 밖에》- 깡패 역
- 2015년 허각 《그 노래를 틀 때마다》- 경찰 역
- 2015년 간미연 《파파라치》- 경호원 역

라디오
- 2015년 KTV 《천상의소리》
- 2015년 CBS 《박재홍의 뉴스쇼》
- 2015년 KBS 《뉴스와 화제》
- 2015년 KBS 《심준구의 세상보기》
- 2015년 KBS 《우리는 한 가족》

## 참고 문헌
- http://www.kyeonggi.com/?mod=news&act=articleView&idxno=1140618
- http://www.snakorea.com/news/articleView.html?idxno=203442
- http://www.inews365.com/news/article.html?no=436195
- http://www.timenews.co.kr/web/news/article/928401
- http://www.newsis.com/ar_detail/view.html?ar_id=NISX20160223_0013914221&cID=10701&pID=10700 보관됨 2021-07-10 - 웨이백 머신
- http://www.dtoday.co.kr/news/articleView.html?idxno=135448
- http://www.newsis.com/ar_detail/view.html?ar_id=NISX20140911_0013162038&cID=10417&pID=10400 보관됨 2016-03-06 - 웨이백 머신
- http://www.idomin.com/news/articleView.html?idxno=444630
- http://koreaarttv.com/detail.php?number=25647
- http://www.hannamilbo.com/news/articleView.html?idxno=88254
- http://www.yjinews.com/news/articleView.html?idxno=36708
- http://www.ablenews.co.kr/News/NewsContent.aspx?CategoryCode=0048&NewsCode=004820150827152122265876
- http://www.fnnews.com/news/201601271313531650
- https://news.v.daum.net/v/20151026142704830?f=o
- http://www.anewsa.com/detail.php?number=877250
- https://news.v.daum.net/v/20150831175110797
- http://www.gndomin.com/news/articleView.html?idxno=70734
- http://www.newsis.com/ar_detail/view.html?ar_id=NISX20140911_0013162038&cID=10417&pID=10400 보관됨 2016-03-06 - 웨이백 머신</ref>